# Arme Marie
Pour plus de détails, voir Fiche technique et Distribution.
Arme Marie (Pauvre Marie) est un film muet allemand réalisé par Max Mack ou Willy Zeyn senior sorti en 1915 où joue Ernst Lubitsch.

## Synopsis
Inconnu.

## Fiche technique
- Titre original : Arme Marie
- Autre titre : Arme Maria
- Autre titre : Arme Marie. Eine Warenhaus-Geschichte
- Réalisation : Max Mack ou Willy Zeyn senior
- Scénario : Walter Turszinsky, Robert Wiene
- Directeur de la photographie : Hermann Böttger (de)
- Pays d'origine :  Empire allemand
- Lieu de tournage :  studios de Berlin-Tempelhof
- Producteur : Paul Davidson (Filmproduzent) (de) pour la PAGU (de)
- Format : Noir et blanc - Muet
- Genre :
- Durée :
- Dates de sortie : 
  -  Empire allemand : 7 mai 1915
  -  Danemark : 10 janvier 1916

## Distribution
- Hanni Weisse : Marie Weber
- Friedrich Zelnik : son chef
- Felix Basch
- Ernst Lubitsch